# 유봉친
유봉친(劉封親, ? ~ ?)은 전한 후기의 제후로, 청하강왕의 고손이다.

## 행적
아버지 유내시의 뒤를 이어 동양후(東陽侯)에 봉해젔다.
시호를 애(哀)라 하였고, 작위는 아들 유백조가 이었다.

## 출전
- 반고, 《한서》 권15하 왕자후표 下

| 선대 아버지 동양경후 유내시 | 전한의 동양후 ? ~ ? | 후대 아들 유백조 |